# Arnaud Vidal
Arnaud Vidal fou un poeta occità de Castellnou d'Arri, un dels fundadors el 1323 del Consistori del Gai Saber de Tolosa de Llenguadoc, i un dels primers llorejats el 1324 per una cançó a la Mare de Déu. El 1318 va comprondre la novel·la Guilhem de la Barra, de 5.344 octosíl·labs, conservada sencera, dedicada a un baró de Gascunya, Sicart de Montaut. És una novel·la exòtica d'aventures que recull un fons de situacions tradicionals escampades arreu d'Europa (amors, batalles, conversions al cristianisme), però estil molt lineal mancat d'invenció i rigor.